# Koitere Lacus
Der Koitere Lacus – der Name ist lateinisch – ist ein Methansee auf dem Saturnmond Titan. Der Name wurde von Koitere, einem finnischen See, abgeleitet. Sein mittlerer Durchmesser beträgt 68 km; er liegt bei 79,4 N / 36,14 W.